# Cixius nike
Cixius nike är en insektsart som beskrevs av Kramer 1981. Cixius nike ingår i släktet Cixius och familjen kilstritar. Inga underarter finns listade i Catalogue of Life.